# Панделејмонас
Панделејмонас (грч. Παντελεήμωνας) је насељено место у општини Кукуш у периферији Средишња Македонија, Грчка. Према попису из 2021. године било је 347 становника.
Панделејмонас је подигнут после 1922. године где је смештена 51 грчка избегличка породица из Турске. На попису из 1928. године Панделејмонас је имао 216 становника.